# Vie del destino
Vie del destino (Roads of Destiny) è un film muto del 1921 diretto da Frank Lloyd. La sceneggiatura di J.E. Nash si basa sull'omonimo lavoro teatrale del 1918 di Channing Pollock che a sua volta prendeva spunto dal libro di O. Henry pubblicato a New York nel 1909. Prodotto e distribuito dalla Goldwyn Pictures Corporation, aveva come interpreti Pauline Frederick e John Bowers.

## Trama
Ann Hardy ha due spasimanti, Lewis Marsh e suo fratello David. Ma Lewis trascura e tradisce Rose Merritt, che oltretutto non vuole sposare, per conquistare Ann. David, innamorato della donna, implora i fratello di non portargliela via. Quando si addormenta, David fa dei sogni tumultuosi con diverse storie che però hanno sempre loro quattro come protagonisti: il primo è ambientato in Alaska, il secondo tra il jet set di Long Island, il terzo tra i messicani. Risvegliatosi, David decide di sposare Ann. Lewis e Rose, da parte loro, si riconciliano.

## Produzione
Il film fu prodotto dalla Goldwyn Pictures Corporation.

## Distribuzione
Il copyright del film, richiesto dalla Goldwyn, fu registrato il 26 gennaio 1921 con il numero LP16050.

Distribuito dalla Goldwyn Pictures Corporation, il film uscì nelle sale statunitensi nell'aprile 1921.
Non si conoscono copie ancora esistenti della pellicola che viene considerata presumibilmente perduta.